# Souleymane Coulibaly
Souleymane Coulibaly (Abidjan, 26 december 1994) is een Ivoriaans voetballer die bij voorkeur als aanvaller speelt. Hij verruilde in augustus 2014 Tottenham Hotspur voor AS Bari.

## Clubcarrière
Coulibaly trok als dertienjarige naar Italië. Tottenham Hotspur haalde hem daar in 2011 weg bij Siena, nadat hij tot beste speler werd uitgeroepen op het WK -17 in Mexico. Tijdens de tweede helft van het seizoen 2012/13 werd hij uitgeleend aan US Grosseto. Hij scoorde drie doelpunten in twaalf wedstrijden in de Serie B.

## Interlandcarrière
Coulibaly scoorde zeventien doelpunten uit zeven interlands voor Ivoorkust -17. Hij bezit ook een Italiaans paspoort.